# Yoshinori Ishigami
Yoshinori Ishigami (石神 良訓?, Ishigami Yoshinori; Prefettura di Shizuoka, 4 novembre 1957) è un ex calciatore giapponese, di ruolo difensore.